# Austrolimnophila septifera
Austrolimnophila septifera är en tvåvingeart som beskrevs av Alexander 1968. Austrolimnophila septifera ingår i släktet Austrolimnophila och familjen småharkrankar. Inga underarter finns listade i Catalogue of Life.